# Amsinckia grandiflora
Amsinckia grandiflora är en strävbladig växtart som först beskrevs av Kleeb. och Asa Gray, och fick sitt nu gällande namn av Kleeb. och Greene. Amsinckia grandiflora ingår i släktet gullörter, och familjen strävbladiga växter. Inga underarter finns listade i Catalogue of Life.